# رامنی (تگزاس)
رامنی (به انگلیسی: Romney) یک منطقهٔ مسکونی در ایالات متحده آمریکا است که در شهرستان ایستلند، تگزاس واقع شده‌است.